# Tambaú (kommun)
Tambaú är en kommun i Brasilien.   Den ligger i delstaten São Paulo, i den sydöstra delen av landet, 600 km söder om huvudstaden Brasília. Antalet invånare är 22 410.
Följande samhällen finns i Tambaú:
- Tambaú

I omgivningarna runt Tambaú växer huvudsakligen savannskog. Runt Tambaú är det ganska glesbefolkat, med 39 invånare per kvadratkilometer.